# George Beattie
George Beattie, znany także jako Geo Beattie (ur. 28 maja 1877 w Montrealu, zm. 6 kwietnia 1953 w Hamilton) – kanadyjski strzelec sportowy specjalizujący się w strzelaniu do rzutków, medalista olimpijski.
Debiutował na igrzyskach w 1908 w Londynie. Już w pierwszym starcie zdobył srebrny medal olimpijski w trapie, w którym przegrał tylko z Walterem Ewingiem, również Kanadyjczykiem. W zawodach drużynowych ekipa kanadyjska w składzie: George Beattie, Walter Ewing, Mylie Fletcher, David McMackon, George Vivian i Arthur Westover, zdobyła srebro. W igrzyskach olimpijskich w Antwerpii nie zajął miejsca w czołowej trójce, drużynowo Kanadyjczycy zajęli piąte miejsce, zaś miejsce Beattiego z zawodów indywidualnych pozostaje nieznane. Cztery lata później zdobył swój trzeci medal, ponownie srebrny. William Barnes, George Beattie, John Black, James Montgomery, Samuel Newton i Samuel Vance przegrali wyłącznie z drużyną amerykańską. Indywidualnie Beattie podzielił szóstą pozycję z Samuelem Vance’em i Samuelem Sharmanem ze Stanów Zjednoczonych.
W 1910 roku wygrał zawody strzeleckie pod nazwą Brewers and Maltsters Trophy. Z zespołem, z którym zdobył srebro na igrzyskach w 1924 roku, osiągnął również trzecie miejsce na mistrzostwach Wielkiej Brytanii. Przez większość życia mieszkał w mieście Hamilton, zaś pracował jako strażnik w rezerwacie przyrody.

## Wyniki olimpijskie
| Igrzyska | Konkurencja     | Wynik                                    | Miejsce    | Źródło |
| -------- | --------------- | ---------------------------------------- | ---------- | ------ |
| IO 1908  | Trap            | 60 punktów (21-17-22)                    | 2 (na 31)  | [ 2 ]  |
| IO 1908  | Trap, drużynowo | 405 punktów (druż.) 73 punkty (20-18-35) | 2 (na 4)   | [ 3 ]  |
| IO 1920  | Trap            | 73 punkty                                | nieznane   | [ 5 ]  |
| IO 1920  | Trap, drużynowo | 474 punkty (druż.) 87 punktów (ind.)     | 5 (na 8)   | [ 6 ]  |
| IO 1924  | Trap            | 96 punktów                               | 6T (na 44) | [ 7 ]  |
| IO 1924  | Trap, drużynowo | 360 punktów (druż.) 92 punkty (ind.)     | 2 (na 12)  | [ 4 ]  |